# 諾韋 (卡贊卡區)
47°54′5″N 32°58′20″E / 47.90139°N 32.97222°E
諾韋（烏克蘭語：Нове），是烏克蘭南部的村莊，隸屬尼古拉耶夫州的巴什坦卡區。該村始建於1927年，面積0.39平方公里，海拔高度129米，2001年人口29，人口密度每平方公里74.4人。